# ルーシー・シャピロ

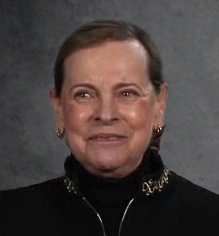
ルーシー・シャピロ(2011)

ルーシー・シャピロ（Lucy Shapiro、1940年7月16日 - ）は、アメリカ合衆国の発生生物学者、遺伝学者。スタンフォード大学医学部教授。ニューヨーク出身。
発生生物学の根源的な問題を考察するため、微生物を利用した新たな研究分野を開拓し、幹細胞の機能の基本的な原則と細胞多様性の発生に対する理解を促し、細菌の抗生物質耐性と新型伝染病に対する新薬の開発に役立った。
ニューヨーク市立大学ブルックリン校卒業後、1966年にアルベルト・アインシュタイン医学校でRNA-依存性RNAポリメラーゼを研究し、分子生物学の博士号を取得した。1986年まで母校教授。1986年から1989年までコロンビア大学教授。1989年からスタンフォード教授。

## 主な受賞歴
- 2005年 セルマン・A・ワクスマン微生物学賞
- 2009年 ガードナー国際賞
- 2011年 アメリカ国家科学賞
- 2012年 ルイザ・グロス・ホロウィッツ賞
- 2014年 パール・マイスター・グリーンガード賞
- 2020年 ディクソン賞科学部門